# رئيسة مجلس الطلبة نادلة!
رئيسة مجلس الطلبة نادلة! (بالإنجليزية: The Student Council President is a Maid!)‏ باليابانية (会長はメイド様!) هي سلسلة مانغا شوجو من تأليف هيرو فوجيوارا، انتهت عام 2013، كانت تعرض في مجلة لالا شوجو الشهرية، أقتبست إلى أنمي تلفزيوني عرض في 1 أبريل 2010 حتى 23 سبتمبر 2010، من إنتاج استوديو جاي سي ستاف، وتكون من 26 حلقة، كانت الحلقة الأخيرة تدل على وجود جزء ثاني لهذا فأن الكثير من المشاهدين غير مقتنعين بنهاية الأنمي. توجد ايضاً حلقة خاصة وهي بمثابة الحلقة 27

## القصة
أيزاوا ميساكي هي طالبة في السنة الثانية ثانوي في مدرسة سيكا التي أصبحت مختلطة بعد أن كانت للأولاد فقط. ميساكي التي تكره الأولاد بشدة ولا تطيقهم لان والدها تخلى عنها وعن عائلتها وقد ترك لهم دينا كبيرا تصبح رئيسة مجلس طلبة بالمدرسة. السر الذي لم يكن يعرفه أحد عن آيزاوا وهو أنها تعمل نادلة بسبب ظروف عائلية بأحد المقاهي لمساعدى أسرتها، اكتشفه زميلها في الدراسة والطالب الأكثر شعبية تاكومي أوسوي والحمقى الثلاثة.. يقعون في حب آيزاوا ويبذل اوسوي جهده لمساعدتها دائما ويظهر في كل وقت تحتاجه فيه، لكنها لم تكن تنتبه إليه كثيرا مما كان يعذبه. لكن آيزاوا ميساكي تقع أيضاً في حب أوسوي وتعترف له بحبها.

## الشخصيات الرئيسية
أيزاوا ميساكي
- العمر: 16
- الصف: 2-1
- تاريخ الميلاد: 29 سيبتمبر

تعيش وحدها مع امها واختها الصغرى، لان والدها تخلى عنهم، وترك خلفه كمية كبيرة من الديون، وبسبب تصرفات والدها كرهت كل الأولاد وأصبح لديها كره عميق جداً لهم.
التحقت بمدرسه سيكا الثانوية - والتي أصبحت مؤخراً مدرسه مختلطه -..، كان تضم فقد أولاد، ولكنها أصبحت تضم فتيات وفتيان بنسبه (80% فتيان و 20% فتيات فقد).. ميساكي عملت بجهد كبير حتى تقوم على حماية الفتيات.
وبسبب الديون الكبيرة التي تركها والدها لهم، هي تعمل في مقهى كخادمه (أو نادله) حتى تساعد والدتها على تسديد كل تلك الديون، ولكنها لا تريد لاي أحد من المدرسة ان يكتشف سرها هذا، لانها تظن وبنظرها انه لو اكتشف أحد ذلك سوف تفقد سلطتها أو نفوذها بكونها رئيسه مجلس الطلبة.
أوسوي تاكومي
- العمر : 17 سنه
- الصف : 2-2
- تاريخ الميلاد : 27 أبريل

واحد من أكثر الأولاد شعبيه في مدرسه سيكا الثانوية، يعطي قليل من الاهتمام لكل شيء يفضل أن يبقي على الأشياء دون أن تنكشف، لديه موهبه عديده في الكثير من المجالات. لكن طور رغبه لديه ليعلم امور أخرى عن ميساكي وأول شيء علمه هو انها تعمل في مقهى، ولكنه يقرر أن يحفظ سرها وقريباً يقع في حبها. في حين انها ترفض سلوكه بالمضايقة، لكنه يستمر في مراقبتها وحمايتها، ويعطيها المشورة حول كيف تتعامل مع الأولاد في مدرسه سيكا على نحو فعال وعادل. انه يبدو الطالب الوحيد الذي تتعامل معه ميسكاي كشريك بشكل متساو معها. القليل فقط الذي يُعرف عن خلفية اوسوي وهو لا يتحدث كثيراً عن ذلك أيضاً، على الرغم من أن لديه الرغبة ليقول لميساكي. لديه أخ أكبر منه ويعيش في شقه منفصله,
انه طباخ ماهر، ويلعب الشطرنج، وذكي، يقفز من مناطق مرتفعه (لكنه لا يموت !)، متفرغ أغلب الوقت ودوماً يظهر بشكل غير متوقع.

### شخصيات فرعية
أيزاوا سوزونا
أخت ميساكي، شخصيه هادئه تحاول البحث عن عمل لها لتكون
كأختها تساعد عائلتها.
ساكورا هانازونا
هي صديقة ميساكي المقربة، ساكورا ودية ومرحة كبقية الفتيات وتعتمد على ميساكي كي تحميها من الفتيان. ولها شعبية كبيرة لدى الفتيان، ولكن كانت تعرض في كثير من الأحيان عن اعترافاتهم وبصفة خاصة من الكابتن ماسارو جودا، مئات المرات.
شوتشيرو ياكيموريا : و هو نائب رئيسة المجلس الطلبة ( ميساكي ) , و هو فتى لطيف وخجول
ساتسوكي : و هي فتاة طفولية ومديرة المقهى الذي تعمل به ميساكي
هونوكا وسوبارو وايريكا : نادلات بالمقهى
اوي : ابن اخ ساتسوكي الصغير
الأغبياء الثلاثة :
كوروساكي : شاب شعره اسود وكان جانح بمدرسة سيكا
اكيتو : شاب شعره نيلي وهو كان جانح كذلك واوتاكو ايضاً
شيراكاوا : شاب شعره أشقر ومثل اصدقائه كان جانح
فرقة ايندي :
كيغا : شعره أشقر وعيناه بنية وهو رئيس الفرقة ويحب ساكورا صديقة ميساكي
كاما يابو : شعره اخضر تقريبا وعيناه بنية
كيجيرو اونو : عازف الطبل بالفرقة ذو شعر بني
شيسي كينادي : عازف الإيتار ذو شعر اسود

### مدرسة ميابيجاوكا
ايغاراشي : رئيس مجلس الطلبة بالمدرسة
هيروفومي كوغاني : رئيس نادي الشطرنج بالمدرسة
كاناد ماكي : نائب ايغاراشي، وهو مبتسم دوماً

## المانغا
سلسلة المانغا تكمل القصة للانمي، لان الانمي ينتهي عند الحلقة 26 و لم تكتمل قصته، وتنتهي حلقات الانمي عند الفصل 32 من المانغا، وتبدأ احداث مثيرة وجديدة ( لم تعرض في الانمي ) بعد ذلك، وينتهي المانغا عند الفصل 85

## وصلات خارجية
- رئيسة مجلس الطلبة نادلة! على موقع ANN manga (الإنجليزية)
- Maid Sama! at هاكسينشا (باليابانية)
- Maid Sama! at Tokyopop
- Maid Sama! at طوكيو برودكاستنغ سيستم (باليابانية)